# Hàn Mặc Tử

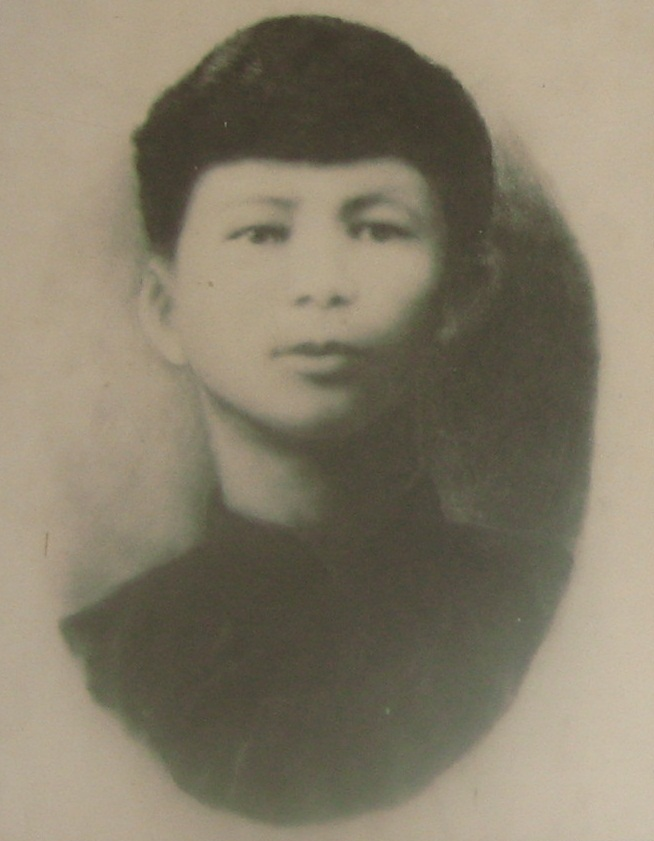
Hàn Mặc Tử

Hàn Mặc Tử (* 22. September 1912 als Nguyễn Trọng Trí in der Provinz Quảng Bình; † 11. November 1940) war ein vietnamesischer Poet. Er gehörte zu den Pionieren der modernen vietnamesischen Poesie und schrieb als erster Dichter im Stil der „chaotischen“ (loạn) und „verrückten“ (điên) Schulen der Poesie. Er verfasste seine Werke unter seinem eigenen Namen sowie unter den Pseudonymen Lệ Thanh und Phong Trần.
Hàn Mặc Tử entstammte einer unterprivilegierten Familie, sein Vater starb früh. In frühen Jahren zeigte sich das Talent Hàn Mặc Tửs für die Poesie. Später traf er auf den vietnamesischen Aktivisten Phan Bội Châu, der seine Ansichten mitprägte. Hàn Mặc Tử verstarb im Alter von 28 Jahren an Lepra. Seine Ruhestätte befindet sich in Quy Nhơn.
In seinen Werken verfasste Hàn Mặc Tử Poesie, in denen er oft von seinen Beziehungen zu diversen Frauen berichtete, mit denen er mehr oder weniger gut bekannt war, und von denen er schrieb, weil sie ihm in seinem Leben wichtig erschienen. Mit einigen stand er lediglich im schriftlichen Austausch, von anderen Frauen in seinen Werken waren ihm nur die Namen der Beschriebenen bekannt.
Seine meist romantischen Gedichte sind immer noch bekannt und beliebt und werden allgemein als eine Sternstunde in der vietnamesischen Poesie gesehen. Einiger seiner Gedichte wurden auch als Lieder adaptiert. Nach wie vor sind die Gedichte von Hàn Mặc Tử Unterrichtsstoff in vietnamesischen Schulen.